# Ацеданський Зигмунд
Зигмунд Ацеданський (пол. Zygmunt Acedański; 23 березня 1909, Перемишль — 16 листопада 1991, Гливиці) — польський художник, графік, дизайнер; член Спілки львівських художників-графіків з 1935 року, Товариства художників графіків у Кракові з 1936 року, Спілки польських художників-пластиків з 1937 року та Спілки художників Польщі з 1945 року. Чоловік художниці Ірени Новаківської-Ацеданської.

## Біографія
Народився 23 березня 1909 року в місті Перемишлі (нині — Польща). У 1927—1932 роках навчався у відділі декоративно-прикладного мистецтва Львівської художньо–промислової школи (викладачі К. Ольпінський, К. Сіхульський, С. Матусяк, Л. Тирович).
1945 року виїхав з дружиною до Польщі у Тарнів, з 1946 року в м. Гливиці.
Помер у Гливицях 16 листопада 1991 року.

## Творчість
Малював аквареллю, гуашшю та тушшю архітектурні споруди, пам'ятки історії, деталі старих будинків з натури. Спеціалізувався на ксилографії, техніці лінориту, літографії та монотипії, а також працював з прикладною графікою: художнє оформлення книг, плакат (у 1937 році отримав ІІ приз за туристичний плакат Львова), театральний костюм.
У 1935 році видав разом з дружиною теку естампів «Жовква».